# Connecticut Sun 2019
La stagione 2019 delle Connecticut Sun fu la 21ª nella WNBA per la franchigia.
Le Connecticut Sun arrivarono seconde nella Eastern Conference con un record di 23-11. Nei play-off vinsero in semifinale con le Los Angeles Sparks (3-0), perdendo poi la finale WNBA con le Washington Mystics (3-2).

## Roster
| N° | Naz.                   | Ruolo | Sportivo           | Anno | Alt. | Peso |
| -- | ---------------------- | ----- | ------------------ | ---- | ---- | ---- |
| 1  | Stati Uniti (bandiera) | G     | Rachel Banham      | 1993 | 175  | 76   |
| 2  | Stati Uniti (bandiera) | G     | Natisha Hiedeman   | 1997 | 1703 | 57   |
| 5  | Stati Uniti (bandiera) | G     | Jasmine Thomas     | 1989 | 175  | 66   |
| 10 | Stati Uniti (bandiera) | G     | Courtney Williams  | 1994 | 173  | 62   |
| 21 | Canada (bandiera)      | GA    | Bridget Carleton   | 1997 | 185  | 88   |
| 23 | Stati Uniti (bandiera) | G     | Layshia Clarendon  | 1991 | 175  | 64   |
| 25 | Stati Uniti (bandiera) | A     | Alyssa Thomas      | 1992 | 188  | 84   |
| 31 | Stati Uniti (bandiera) | AC    | Kristine Anigwe    | 1997 | 193  | 91   |
| 32 | Stati Uniti (bandiera) | G     | Bria Holmes        | 1994 | 185  | 77   |
| 33 | Stati Uniti (bandiera) | A     | Morgan Tuck        | 1994 | 188  | 91   |
| 35 | Bahamas (bandiera)     | AC    | Jonquel Jones      | 1994 | 198  | 86   |
| 40 | Stati Uniti (bandiera) | GA    | Shekinna Stricklen | 1990 | 188  | 81   |
| 42 | Stati Uniti (bandiera) | A     | Brionna Jones      | 1995 | 191  | 104  |
| 55 | Stati Uniti (bandiera) | AC    | Theresa Plaisance  | 1992 | 196  | 91   |

## Staff tecnico
- Allenatore: Curt Miller
- Vice-allenatori: Brandi Poole, Chris Koclanes